# J. Félix Lara Medrano
Gral. J. Félix Lara Medrano fue un militar mexicano que participó en la Revolución mexicana. Nació en 1880, en San Juan, distrito de San Ignacio (Sinaloa). Se incorporó a la Revolución Mexicana en las fuerzas maderistas, para luego pasar en 1913 a la lucha de Venustiano Carranza contra Victoriano Huerta. Fue partidario del Plan de Agua Prieta y tuvo varias comisiones militares, siendo la más importante la Jefatura de la guarnición de Parral, Chihuahua, luego de la muerte de Francisco Villa. Con antigüedad de 16 de marzo de 1932 obtuvo el grado de general de brigada, ascendiendo a general de división el 10 de agosto de 1942. Murió en la Ciudad de México en 1945.